# 丰特诺维利亚
丰特诺维利亚，是西班牙卡斯蒂利亚-拉曼恰瓜达拉哈拉省的一个市镇。总面积37平方公里，总人口299人（2001年），人口密度8人/平方公里。